# Yang Yang (S)
Yang Yang (en xinès simplificat: 杨阳; en xinès tradicional: 楊陽; en pinyin: Yáng Yáng) (Changchun, Xina 1977) és una patinadora de velocitat en pista curta xinesa, ja retirada, que destacà entre les dècades del 1990 i el 2000.

## Biografia
Va néixer el 14 de setembre de 1977 a la ciutat de Changchun, població situada a la província de Jilin de la República Popular de la Xina.
Per coincidència amb una patinadora contemporània xinesa del mateix nom, Yang Yang (A), es decidí incorporar una lletra a cada una d'elles per diferenciar-les. Inicialment rebé el nom de Yang Yang (S), on "S" significava "small - més petita" per tal de diferenciar-la amb Yang Yang (L) on la "L" significava "large - més gran" i on ambdues lletres es referien a la seva edat. Posteriorment la "L" es canvià a "A", on aquesta lletra es referia al mes d'agost en el qual va néixer, i l'altra patinadora conservà la "S", ja que el setembre era el seu mes de naixement.

## Carrera esportiva
Va participar, als 16 anys, en els Jocs Olímpics d'Hivern de 1994 realitzats a Lillehammer (Noruega), on finalitzà cinquena en la prova dels 1.000 metres, setena en els 500 metres i vuitena en els 3.000 metres relleus. En els Jocs Olímpics d'Hivern de 1998 realitzats a Nagano (Japó) aconseguí guanyar tres medalles de plata en les proves de 500, 1.000 i 3.000 metres relleus. En els Jocs Olímpics d'Hivern de 2002 realitzats a Salt Lake City (Estats Units) aconseguí guanyar dues noves medalles olímpiques, en aquesta ocasió una medalla de plata en la prova de 3.000 metres relleus i la medalla de bronze en la prova de 500 metres, a més de finalitzar dotzena en els 1.500 metres.
Al llarg de la seva carrera ha guanyat 22 medalles en el Campionat del Món de patinatge de velocitat en pista curta, destacant deu medalles d'or.